# Tsunkatse
„Tsunkatse” (titlu original: „Tsunkatse”) este al 15-lea episod din al șaselea sezon al serialului TV american științifico-fantastic Star Trek: Voyager și al 135-lea episod în total. A avut premiera la 9 februarie 2000 pe canalul UPN.

## Prezentare
Seven of Nine și Tuvok sunt răpiți în timp ce se află în permisie, iar Seven este forțată să lupte până la moarte într-o competiție cu gladiatori. (Invitat special: Dwayne Johnson)

## Actori ocazionali
- The Rock – Champion
- Jeffrey Combs – Penk
- J. G. Hertzler – Hirogen Hunter
- Tarik Ergin – Lt. Ayala